# Y-PEER
Y-PEER — молодёжная сеть равного обучения (англ. Youth Peer Education Network), международная сеть, включающая в себя национальные сети 44 стран, продвигающая ведение здорового образа жизни через подход равный-равному (англ. peer to peer) и нацеленная на предоставление возможности молодым людям принимать ответственные решения за своё здоровье. Была создана в 1999 году по инициативе межведомственной группы по вопросам молодёжи, развития и защиты ООН и при поддержке Фонда ООН в области народонаселения
Благодаря профессиональному подходу молодых тренеров, концепции интерактивных методов обучения и всесторонней поддержке Фонда ООН в области народонаселения, сеть Y-PEER приобрела уникальную репутацию и имеет огромную популярность во многих странах мира как всеобъемлющая сеть в области развития их лидерского потенциала. Сеть Y-PEER также включает в себя более 600 организаций со всего мира, деятельность которых совпадает с её целью и мандатом Фонда ООН в области народонаселения.

## Основные направления деятельности
Основная деятельность Y-PEER заключается в продвижении равного обучения,гендерного равенства, развитии лидерского потенциала молодых людей. Эта деятельность неразрывно связана с процессом обучения и консультирования, предполагающие подготовку молодых тренеров и предоставление руководств по «равному обучению», а также информационных ресурсов.

## Основополагающие принципы
Основополагающими принципами Y-PEER являются:

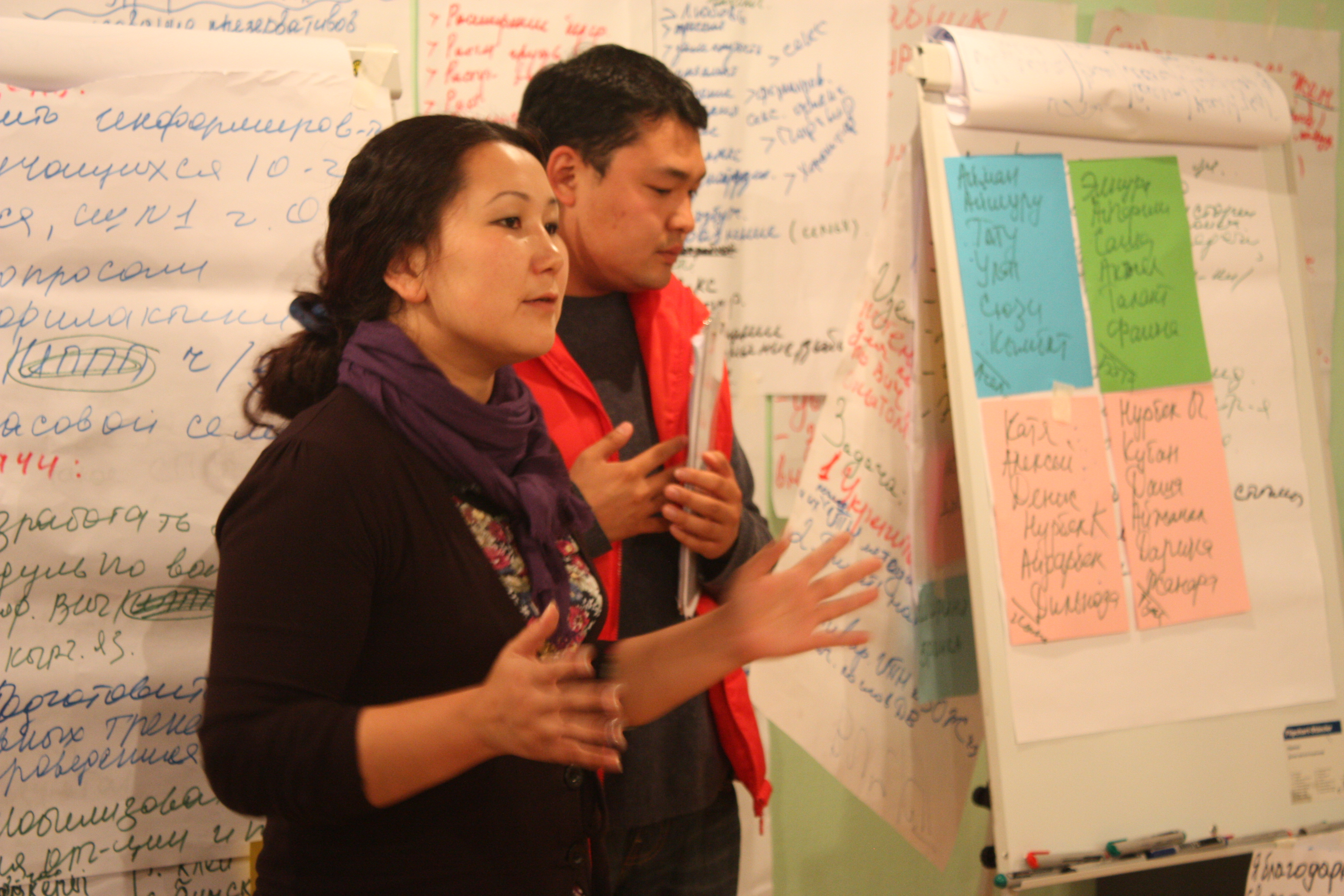
Тренинг для тренеров. Май 2010 год. Иссык-Куль,Кыргызстан

- Y-PEER признает и уважает права человека и культурное разнообразие
- Y-PEER признает и уважает суверенитет национальной сети каждой страны, если её действия не противоречат хартии Y-PEER
- Международная сеть Y-PEER не несёт ответственность за национальные действия, противоречащие хартии Y-PEER и национальным законам государств-членов Y-PEER[6]

## Концепция работы национальных сетей
Международную сеть Y-PEER образуют национальные сети 44 стран. Как правило, в эти национальные сети входят преимущественно молодёжные организации, которые занимаются вопросами укрепления здоровья, используя метод «равный-равному». Данный метод лёг в основу создания самой сети Y-PEER, что предоставило ей широкие возможности по привлечению общественного внимания к актуальности проблем здоровья молодых людей. Благодаря устойчивой трёхуровневой модели обучения, национальные сети Y-PEER имеют постоянную базу опытных молодых тренеров, которые делятся своим опытом и знаниями со своими сверстниками.

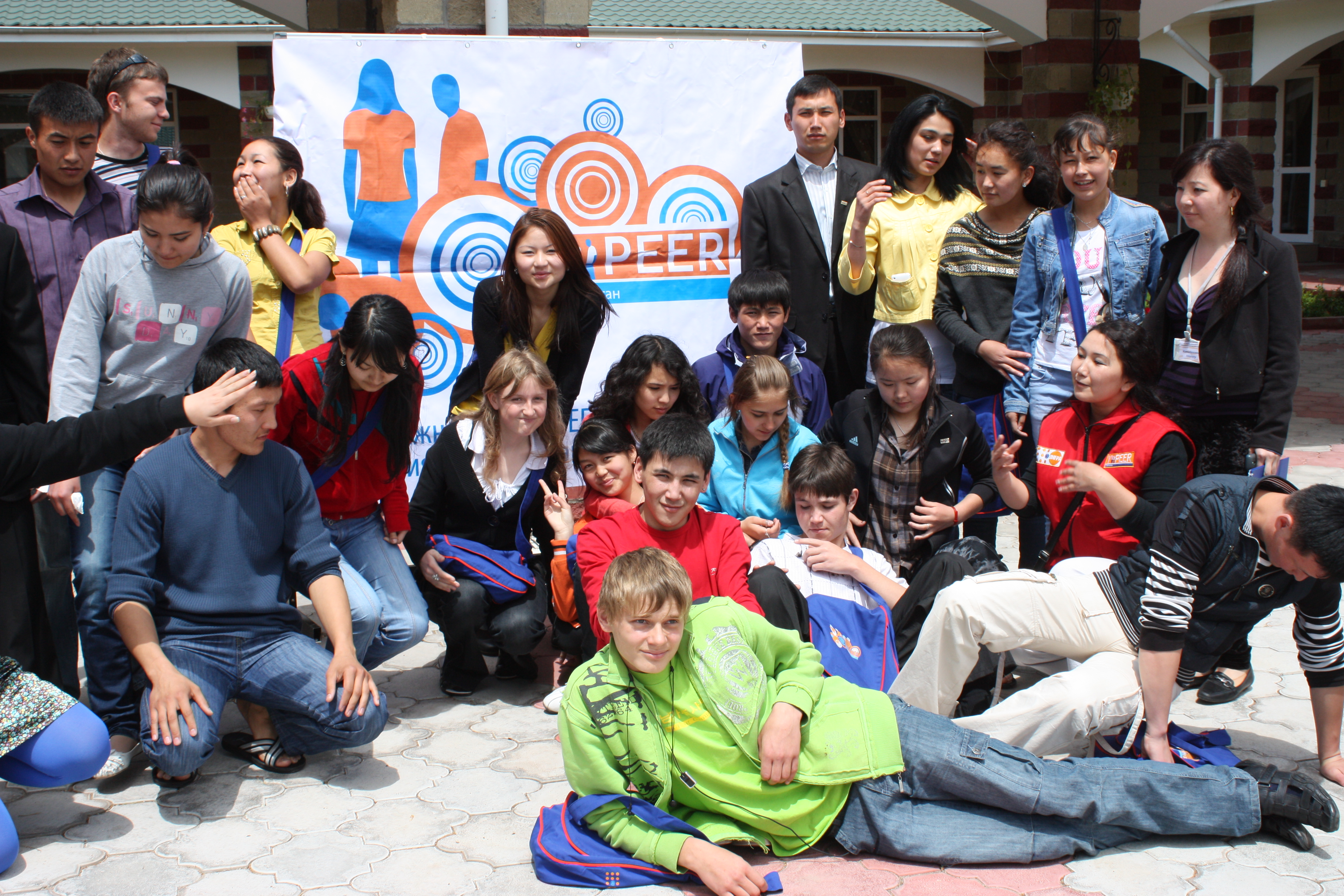
Базовый тренинг по равному обучению Кыргызстанской национальной сети Y-PEER, май 2010 год. Иссык-Куль,Кыргызстан

На первом этапе обучения, который называется «Тренингом по равному обучению», молодые люди получают информацию о концепции «равного обучения», здоровье, а также гигиене. Участники, прошедшие первый этап обучения, по праву считаются равными-тренерами (англ. peer educators), готовыми предоставлять достоверную и объективную информацию по вопросам здоровья своим сверстникам. На следующем этапе, равные-тренера проходят обучение на международном уровне по тренерскому мастерству. Данный этап называется «Продвинутым тренингом для тренеров»(англ. Advanced training of trainers). На данном международном тренинге, принимают участие наиболее активные равные-тренера национальных сетей Y-PEER, после чего они получают статус координаторов сети (англ. Focal Points) Y-PEER в своих странах. «Специализированный тренинг» считающийся последним этапом обучения, также проходит на международном уровне по определённым тематикам: Разработка и управление проектами, адвокация и лоббирование, а также театральные методики обучения молодёжи.

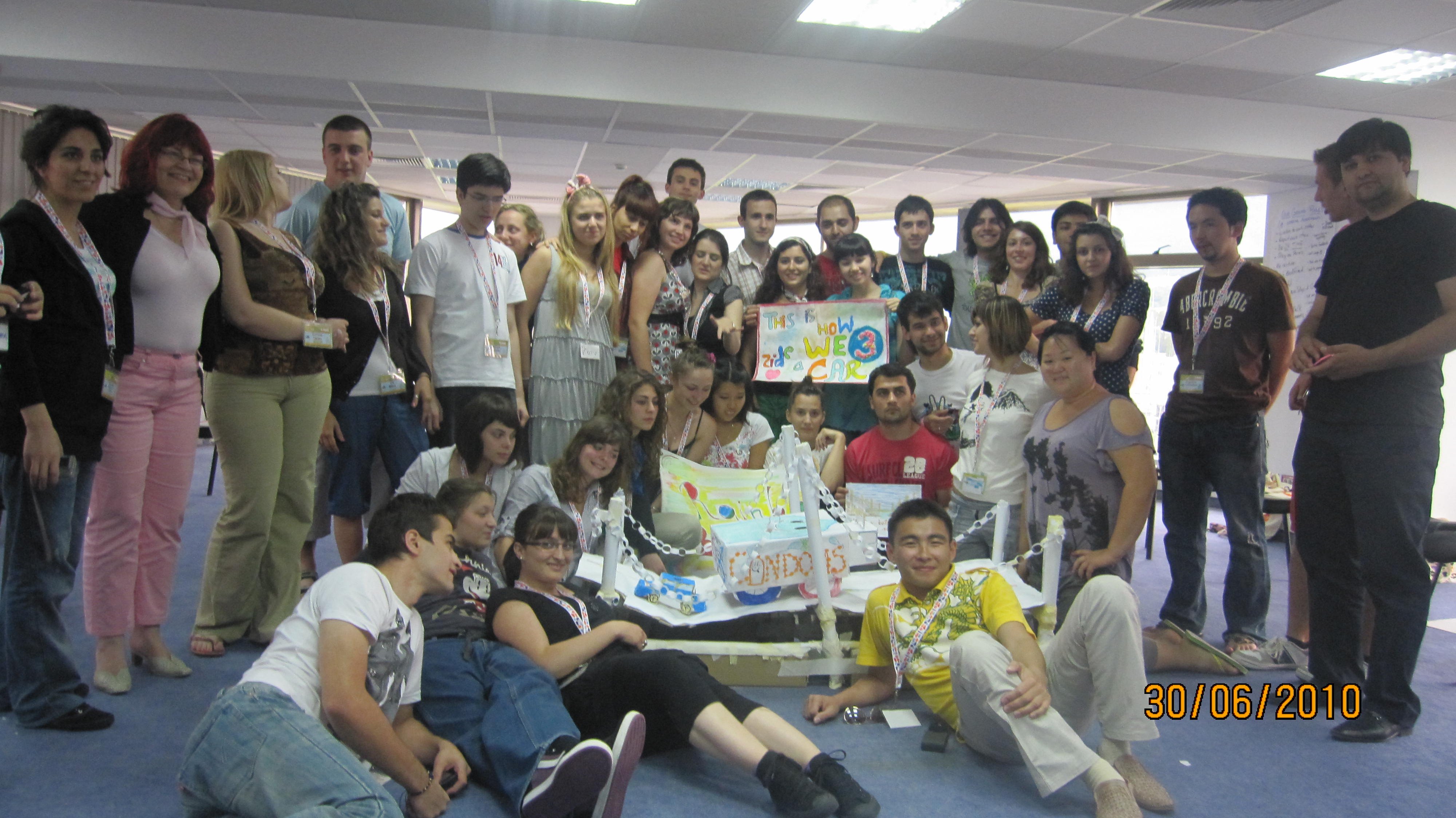
Международный Продвинутый Тренинг для Тренеров сети Y-PEER, июнь 2010 год. София, Болгария

Национальные сети Y-PEER не имеют юридического статуса и не являются особым типом юридической организации. Но, следует отметить отдельные государства-члены Y-PEER, таких как Кыргызстан, в которых работает как национальная сеть Y-PEER, так и отдельная юридическая организация Y-PEER (например общественное объединение «Молодёжная Сеть Равного Обучения Y-PEER»). Таким образом, национальные сети Y-PEER во многом выполняют роль коммуникативной, рабочей и обучающей площадки в определённый период времени, где вступившие в эту сеть молодёжные организации повышают свой потенциал, обмениваются опытом, планируют и реализуют совместные проекты. В отличие от сети, юридическая организация Y-PEER работает как единая организация не в определённый период времени, а весь годовой цикл, реализуя конкретные проекты и мероприятия на основе своего устава

## Основные компоненты сети Y-PEER

### Всемирный совещательный орган
Ежегодно проводится встреча Всемирного Совещательного Органа (ВСО) сети Y-PEER (англ. Global Advisory Board), где принимают участие координаторы (англ. Focal Points in Charge) национальных сетей Y-PEER, международные координаторы, а также партнёры сети. Всемирный совещательный орган является главным компонентом Y-PEER, на котором решаются важные вопросы деятельности: вносятся предложения по изменению устава (англ. Y-PEER Bylaws), избираются международные координаторы сети и определяется лучшая национальная сеть года.

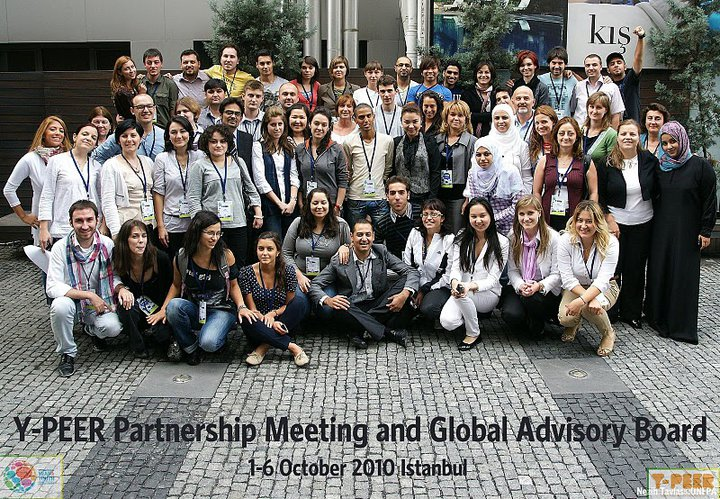
Встреча Всемирного Совещательного Органа сети Y-PEER, октябрь 2010 год. Стамбул,Турция

Государства-члены Y-PEER принимают участие на встрече ВСО согласно определённым критериям хартии сети, в соответствии с которыми они должны набрать необходимое количество баллов для получения возможности войти в группу стран, имеющих право голоса. Это означает, что во время ВСО, государства-члены Y-PEER делятся на две основные группы: государства-члены с правом голоса и государства-члены без права голоса.

### Международные координаторы Y-PEER
Состав международных координаторов является важным связующим звеном национальных сетей с международной сетью, выступая представителем Y-PEER на международном уровне и координируя деятельность стран в течение годового цикла. Данный компонент сети состоит из 6 международных координаторов с одинаковыми правами и обязанностями, которых избирают во время глобальной встречи сроком на 2 последовательных года. В конце каждого года,3 международных координатора заменяются 3 новыми международными координаторами. При этом, отбор состава международных координаторов должен учитывать региональную представленность национальных сетей в лице каждого кандидата на данном посту. В итоге, минимум один международный координатор будет представлять один из следующих регионов географического охвата Y-PEER: Восточная Европа, Центральная Азия, Арабские государства,суб-Сахарная Африка и Азиатско-Тихоокеанский регионы.

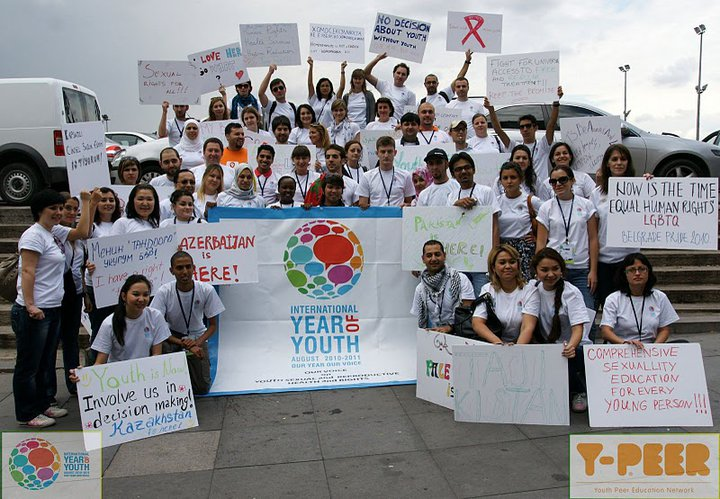
Акция прошедшая в честь начала Международного Года Молодёжи в рамках встречи Всемирного Совещательного Органа Y-PEER, октябрь 2010 год, Стамбул, Турция

В область непосредственных функций и обязанностей международных координаторов входят:
- Поиск потенциальных партнёров и установление связей
- Подготовка ежегодного отчёта
- Распределение фондов и ресурсов сети
- Определение лиц, которые будут представлять Y-PEER на международных мероприятиях
- Ведение мониторинга и оценки
- Продвижение официального веб-сайта сети
- Мобилизация ресурсов
- Создание и развитие потенциала (англ. Capacity Building)
- Адвокация и координация деятельности в области медиа и интернет коммуникаций

### Совет выпускников Y-PEER
Совет выпускников Y-PEER-это компонент, состоящий из 9 бывших международных координаторов последних трёх лет, которые принимают активное участие в процессе принятия важных решений. Совет даёт рекомендации международным координаторам о потенциальных партнёрах и источниках средств, высказывает своё мнение относительно годовых планов действий и отчётов, предоставляет техническую помощь национальным сетям и принимает деятельное участие на всемирном совещательном органе.